# Hugo Montiel
Hugo Jorge Montiel (Villaguay, 3 de marzo de 1925 - 16 de noviembre de 2002) fue un político y militar argentino, perteneciente al Ejército Argentino, que ocupó el cargo de Interventor federal de Misiones entre el 27 de julio de 1966 y el 17 de noviembre de 1969.

## Biografía
Nació en la provincia de Entre Ríos. Egresó del Colegio Militar de la Nación como Subteniente. Entre 1955 y 1956 fue designado como Jefe de la Policía de Misiones.
Perteneció al Ejército Argentino, institución de la que pidió la baja en la década de 1950 alcanzando la jerarquía de Capitán, para asentarse en la provincia de Misiones incursionando en la industria del té.
Durante su gestión como Interventor se avanzó en la construcción de la empresa estatal Papel Misionero, que comenzó en la gestión de César Napoleón Ayrault y sería inaugurado por Miguel Alterach. Se desempeñó además como ministro de Economía y Obras Públicas.